# S. K. Malik
S. K. Malik  (geb. 1930) war ein Soldat und Offizier der Pakistan Army (Brigadier General, später Major General), der als “Islamist Clausewitz” („islamistischer Clausewitz“) bezeichnet wurde. Er war ein Schützling des Generals Mohammed Zia-ul-Haq (1924–1988), dem Generalstabschef der Pakistan Army, der Pakistan zwischen 1977 und 1988 regierte. S. K. Malik verfasste Werke wie The Quranic Concept of Power und The Quranic Concept of War. Zu dem letztgenannten Werk schrieben Zia-ul-Haq das Foreword und Allah Buksh K. Brohi das Preface. Patrick Poole und Mark Hanna urteilen in ihrem Vorwort zur englischen Übersetzung auf der Website discoverthenetworks.org des David Horowitz Freedom Center darüber: 

„Their respective endorsements of the book established Malik’s views on jihad as national policy and gave his interpretation official state sanction. dt. Ihre jeweiligen Befürwortungen des Buches etablierten Maliks Ansichten über den Dschihad als nationale Politik und gaben seiner Interpretation offizielle staatliche Zustimmung.“

## Werke (Auswahl)
- The Quranic Concept of Power
- The Quranic Concept of War. Lahore, Pakistan: Associated Printers, 1979. engl. Übersetzung; Indian Reprint 1992 – discoverthenetworks.org (David Horowitz Freedom Center) - Digitalisat (1992)
- Khalid bin Walid: the general of Islam; a study in Khalid's generalship. Foreword by Mahmud Jan[4]. Karachi, Ferozsons [1968]